# Opius mocsaryi
Opius mocsaryi är en stekelart som först beskrevs av Szepligeti 1897.  Opius mocsaryi ingår i släktet Opius och familjen bracksteklar. Inga underarter finns listade i Catalogue of Life.